# Егоров, Алексей Григорьевич
Алексей Григорьевич Егоров (30 марта 1919, Утичье, Петроградская губерния — 22 августа 2000, Санкт-Петербург) — капитан Рабоче-крестьянской Красной Армии, участник Великой Отечественной войны, Герой Советского Союза (1945).

## Биография

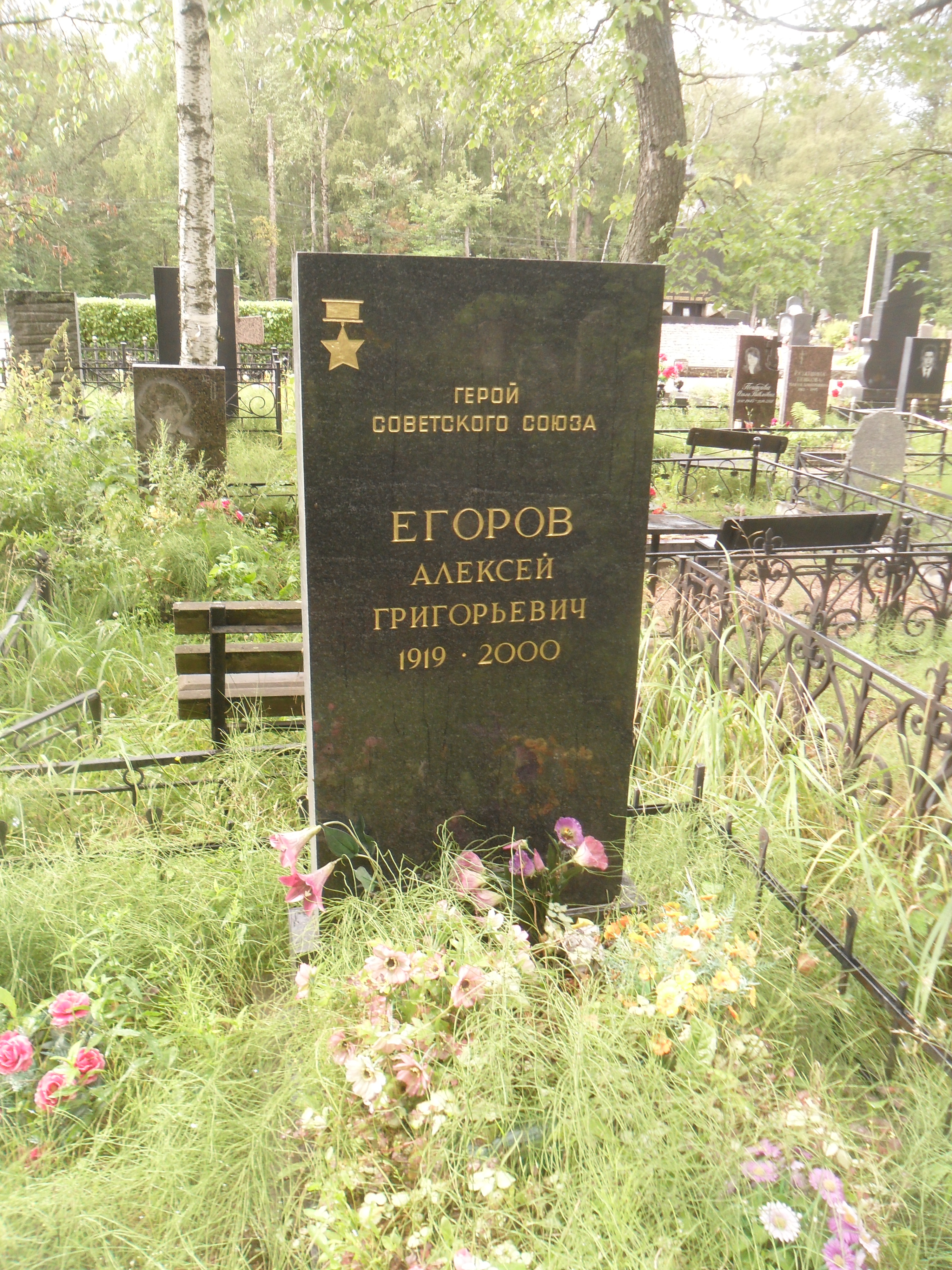
Могила Егорова на Серафимовском кладбище Санкт-Петербурга.

Алексей Егоров родился 30 марта 1919 года в деревне Утичье (ныне — Плюсский район Псковской области). Получил неполное среднее образование, после чего работал мастером на фабрике в городе Гдов. В 1939 году Егоров был призван на службу в Рабоче-крестьянскую Красную Армию. В 1940 году окончил полковую школу. С июня 1941 года — на фронтах Великой Отечественной войны. К апрелю 1945 года капитан Алексей Егоров командовал батареей 22-го истребительно-противотанкового артиллерийского полка 69-й армии 1-го Белорусского фронта. Отличился во время боёв в Германии.
20 апреля 1945 года во время боя за населённый пункт Дёбберин к северо-западу от Франкфурта-на-Одере, находясь в боевых порядках стрелковых частей, батарея Егорова подавила своим 6 огневых точек и 4 артиллерийских орудия.
Указом Президиума Верховного Совета СССР от 31 мая 1945 года за «образцовое выполнение боевых заданий командования на фронте борьбы с немецкими захватчиками и проявленные при этом мужество и героизм» капитан Алексей Егоров был удостоен высокого звания Героя Советского Союза с вручением ордена Ленина и медали «Золотая Звезда» за номером 6843.
После окончания войны Егоров был уволен в запас. Проживал в Ленинграде, работал начальником охраны одного из ленинградских НИИ. Скончался 22 августа 2000 года, похоронен на Серафимовском кладбище Санкт-Петербурга (Коммунистическая площадка).

## Награды
Был также награждён орденом Красного Знамени, двумя орденами Отечественной войны 1-й степени, орденом Красной Звезды, рядом медалей.